# Bjelašnica
Bjelašnica er et bjerg i det centrale Bosnien-Hercegovina i de dinariske alper. Det er 2.067 m højt. Bjerget ligger sydvest for Sarajevo ved siden af bjerget Igman.
Bjelašnica er en populær turistattraktion for hiking og skiløb. Det ligger ca. 20 minutter fra Sarajevo. Under Vinter-OL 1984, blev Bjelašnica brugt til en række olympiske discipliner og har stadig adskillige konstruktioner fra den tid, inklusive hoteller og skiarealer.